# Susanna Camusso
Susanna Lina Giulia Camusso (Milano, 14 agosto 1955) è una politica e sindacalista italiana, segretaria generale della CGIL dal 3 novembre 2010 al 24 gennaio 2019.

## Biografia
Proveniente dal Movimento Lavoratori per il Socialismo, ha incominciato a occuparsi di sindacato nel 1975, durante gli studi per la laurea in archeologia (che non conseguirà), con l'attività sul diritto allo studio coordinando i corsi delle 150 ore della Federazione Lavoratori Metalmeccanici milanese. Negli stessi anni incomincia a militare nel Partito Socialista Italiano. Dal 1977 al 1997 è dirigente locale della Federazione Impiegati Operai Metallurgici milanese, con qualche interruzione in altre categorie, poi di quella lombarda e infine nella segreteria nazionale dello stesso sindacato dei metalmeccanici della CGIL, con la competenza su produzioni automobilistiche e siderurgiche.
Assume poi la segreteria regionale della FLAI, il sindacato del settore agro-industria della CGIL e nel 2001 viene eletta segretaria generale della CGIL della Lombardia. Nel 2008 entra nella Segreteria Confederale nazionale della CGIL, con la responsabilità su settori molto diversi: politiche dei settori produttivi, cooperazione, artigianato e agricoltura. L'8 giugno 2010 viene eletta vicesegretaria generale vicaria della CGIL, con la responsabilità del coordinamento degli ambiti di lavoro trasversali ai dipartimenti.  
Il 3 novembre 2010 viene eletta segretaria generale della CGIL con il 79,1% dei voti, succedendo a Guglielmo Epifani, con cui condivide la provenienza dal PSI. Il 13 febbraio 2011 ha partecipato alla manifestazione Se non ora, quando? per il rispetto e la dignità delle donne, dopo il caso Ruby. Il 28 settembre 2012 ha partecipato alla manifestazione a Roma con il segretario della UIL, Luigi Angeletti, contro i tagli alla pubblica amministrazione contenuti nel decreto cosiddetto "spending review".
Oltre all'attività sindacale, Susanna Camusso fa parte del movimento delle donne ed è tra le promotrici dell'associazione Usciamo dal Silenzio. Si è sposata e separata due volte; dal secondo marito, il giornalista Andrea Leone, ha avuto una figlia, Alice.
Terminata l’attività sindacale, alle elezioni politiche anticipate del 25 settembre 2022 viene candidata per il Senato nel collegio plurinominale Campania 02 come capolista della lista Partito Democratico - Italia Democratica e Progressista risultando eletta.